# Anatomía comparada

La anatomía comparada estudia las similitudes y diferencias entre los organismos. La imagen muestra los huesos homólogos en la extremidad superior de diversos vertebrados.

La anatomía comparada es la disciplina encargada del estudio de las semejanzas y diferencias en la anatomía de los organismos. La anatomía comparada forma parte nuclear de la morfología descriptiva y es fundamental para la filogenia.

## Conceptos clave en anatomía comparada
- Analogía y homología

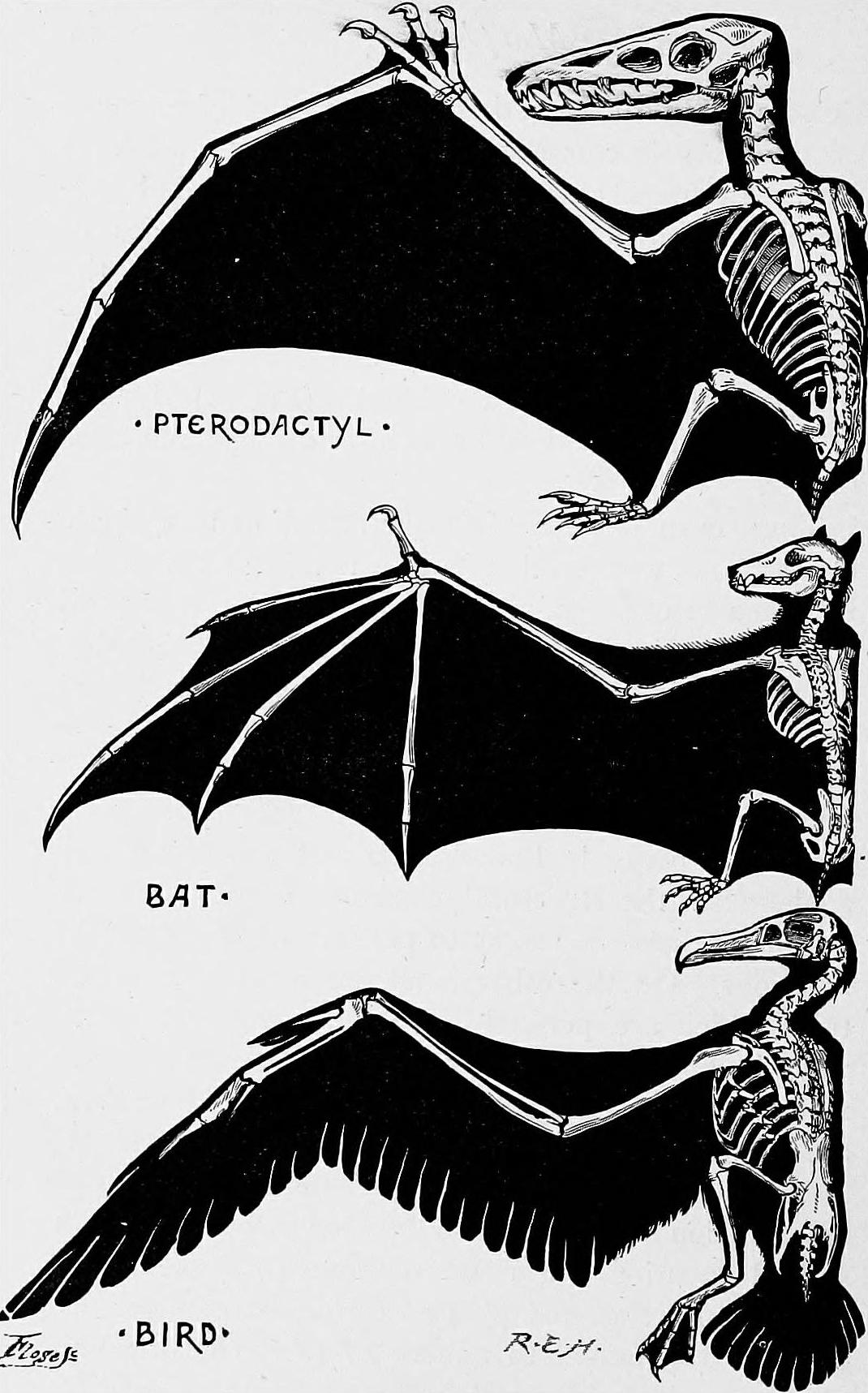
Analogía entre las alas de Pterodactylus, murciélago y ave.

- Plan corporal: El plan corporal de un animal se refiere, básicamente, a la disposición interna de sus tejidos, órganos y sistemas, a su simetría y el número de segmentos corporales y de extremidades que posee.

## Historia de la anatomía comparada

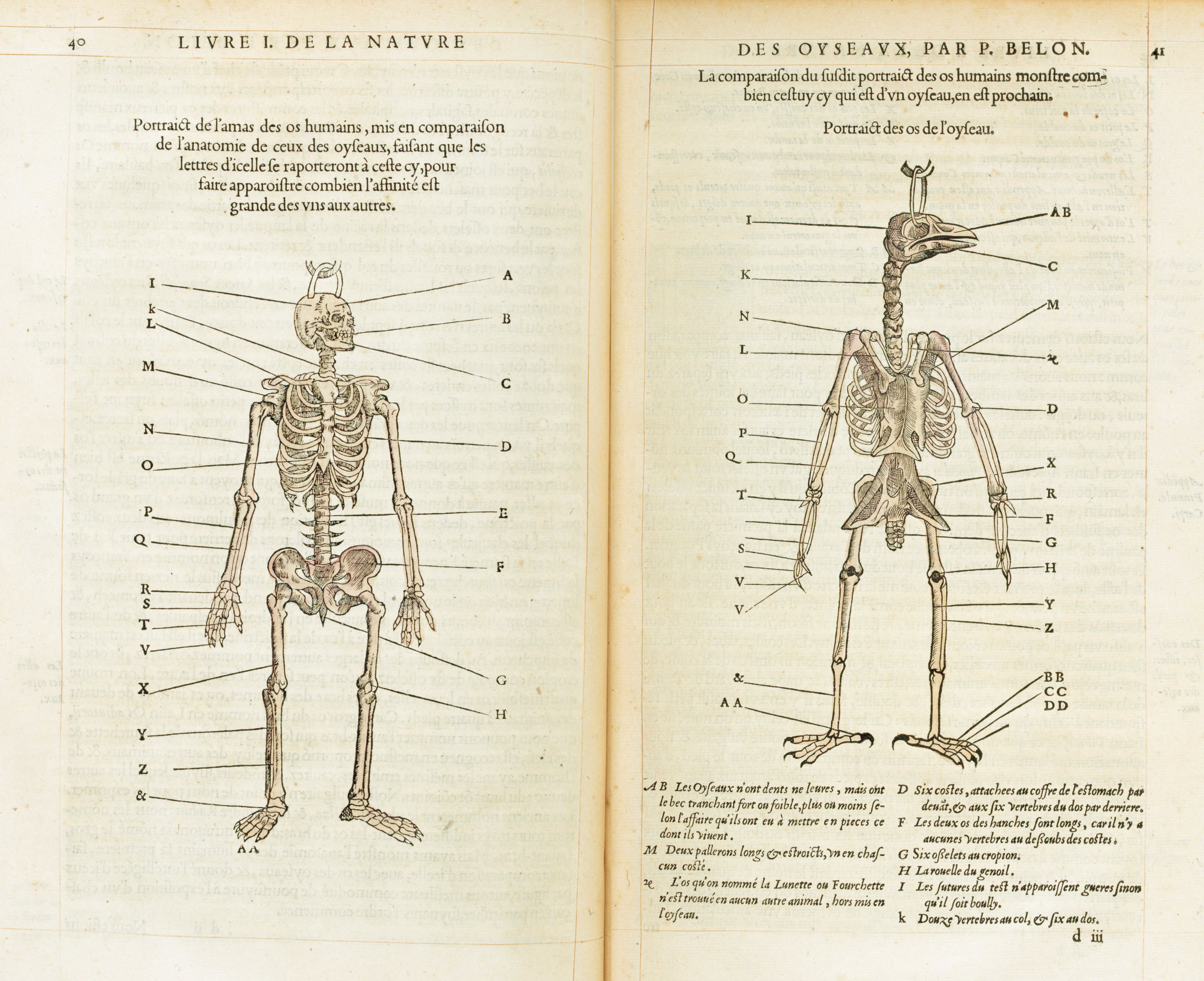
Comparación entre los esqueletos del hombre y el pájaro por Pierre Belon (1555), uno de los primeros ejemplos de anatomía comparada.

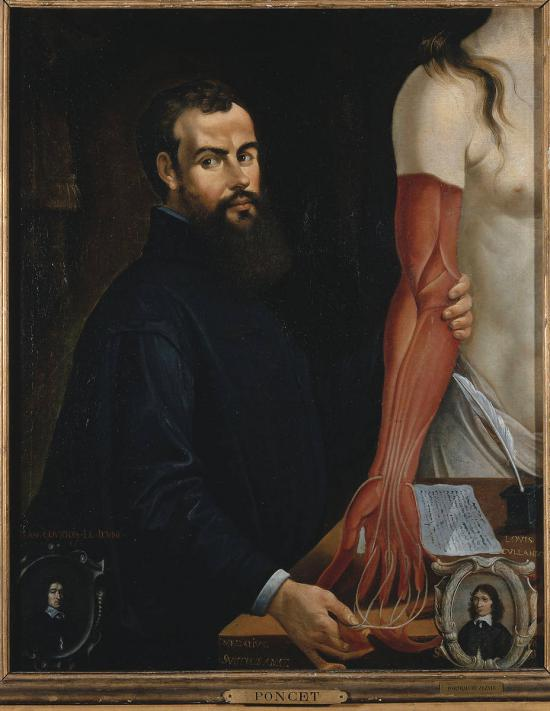
Andreas Vesalius

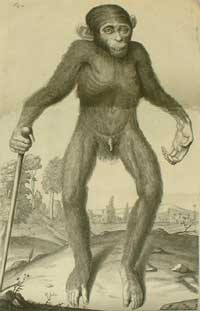
Un dibujo de Edward Tyson

La primera investigación anatómica que se hizo de forma independiente de un procedimiento quirúrgico o médico está asociada por los primeros comentaristas con Alcmeón de Crotona (siglo VI a. C.). Los fundamentos de la anatomía comparada fueron establecidos por Aristóteles y desde el siglo IV a. C. hasta el siglo XV, se describieron un buen número significativo de embriones animales.
Los primeros estudios documentados basados en la comparación de las estructuras anatómicas de los diversos vertebrados se remontan a Leonardo da Vinci, quien en el Codice Atlantico (datable entre 1478 y 1518), en el Codice sul volo degli uccelli  (datable alrededor de 1505) y en los folios de Windsor (también datable entre 1478 y 1518) diseñó, analizó y comparó detalles anatómicos de varios vertebrados, incluido el hombre. Leonardo también tomó notas para un tratado anatómico planificado en el que tenía la intención de comparar las manos de varios animales, incluidos los osos.
Pierre Belon (1517‑1564), un médico y naturalista francés, realizó una investigación y sostuvo discusiones sobre embriones de delfines, así como las comparaciones entre los esqueletos de pájaros y los esqueletos de humanos. En 1555, publicó en París el libro Histoire de la nature des Oyseaux avec leur description et naif portraicts retirés au naturel, en el que apareció uno de los primeros ejemplos de comparación entre estructuras anatómicas (en este caso, el aparato esquelético) de diferentes animales, un pájaro y un hombre. El autor también trató de establecer «equivalenze» entre los elementos individuales de la estructura, equiparando, por ejemplo,  los brazos y las manos del hombre con los de otros vertebrados (por ejemplo, con el murciélago que tiene dos manos recubiertas con una capa cartilaginosa). Su investigación sentó las bases de lo que será la anatomía comparativa moderna.
Casi al mismo tiempo, Andreas Vesalius (1514-1564) también estaba haciendo algunos avances por su cuenta. Joven anatomista de ascendencia flamenca que se hizo famoso por su afición a las ilustraciones asombrosas, estaba investigando y corrigiendo sistemáticamente el conocimiento anatómico del médico griego Galeno. Se dio cuenta de que muchas de las observaciones de Galeno ni siquiera estaban basadas en humanos reales, sino en animales como simios, monos y bueyes. De hecho, rogaba a sus alumnos que hicieran lo siguiente, en sustitución de los esqueletos humanos, según lo citado por Edward Tyson: «Si no puedes ver ninguno de estos, disecciona un mono, mira cuidadosamente cada hueso... » Luego aconsejaba sobre qué tipo de simios elegir, ya que la mayoría se parecen a un hombre y concluía: «Uno debe conocer la estructura de todos los huesos, ya sea en un cuerpo humano, o en un mono; es lo mejor en ambos; y luego ir a la anatomía de los músculos.» (Edward Tyson, Orang-Outang..., 1699, p. 59.) Hasta ese momento, Galeno y sus enseñanzas habían sido la autoridad en anatomía humana. La ironía es que el propio Galeno había enfatizado el hecho de que uno debería hacer sus propias observaciones en lugar de usar las de otro, pero ese consejo se perdió durante las numerosas traducciones de su trabajo. Cuando Vesalio comenzó a descubrir esos errores, otros médicos de la época comenzaron a confiar más en sus propias observaciones que en las de Galeno. Una observación interesante hecha por algunos de estos médicos fue la presencia de estructuras homólogas en una amplia variedad de animales que incluían humanos.
El descubrimiento del microscopio fue fundamental, tanto para la histología como para la anatomía comparada de los animales. Edward Tyson (1650-1708), médico y anatomista inglés, es considerado como el fundador de la anatomía comparativa moderna. Se le atribuye la determinación de que las ballenas y los delfines son, de hecho, mamíferos. Además, concluyó que los chimpancés son más similares a los humanos que a los monos debido a sus brazos. Marco Aurelio Severino también comparó varios animales, incluidas aves, en su  Zootomia democritaea, uno de los primeros trabajos de anatomía comparada.
La consagración de la Anatomía comparada como disciplina autónoma, sin embargo, tuvo lugar con Georges Cuvier (1769-1832) hacia fines del siglo XVIII, también siguiendo la nueva visión, madurada en el Renacimiento, del hombre como animal entre los animales. Esa visión había atraído una nueva atención a la ciencia, y a la zoología en particular, haciendo que florecieran nuevas disciplinas de investigación. Cuvier, considerado por unanimidad el padre de la anatomía comparada, resumió los materiales acumulados en una monografía de cinco volúmenes Leçons d'anatomie comparée, publicada en 1800-1805. También fue el primero en establecer nexos entre la anatomia y la paleontología: primero planteó la hipótesis de las «extinciones en masa» y apoyó el concepto de «invariabilidad» de la especie.
En los siglos XVIII y XIX, otros grandes anatomistas como Richard Owen y Thomas Henry Huxley  revolucionaron la comprensión de la construcción básica y la sistemática de los vertebrados. Esas observaciones, junto con la embriología y la paleontología, fueron luego utilizadas por Darwin cuando formó su teoría de la selección natural.
También trabajó en el campo de la anatomía comparada, Karl Baer (1792-1876), quien estableció la ley de similitud de embriones que dio nacimiento a la embriología.
Ernst Haeckel (1834-1919) dividió el campo de la morfología en dos subcampos: anatomía y morfogenia. Esta última, a su vez, se dividía en ontogenia y filogenia, términos que introdujo para referirse, respectivamente, a la historia del desarrollo del individuo y a la historia evolutiva de las especies. Las contribuciones de Haeckel a la zoología fueron una mezcla de investigación y especulación y en 1866 formuló la teoría de la recapitulación, hoy desacreditada en su versión literal, ampliando las ideas de su mentor, Johannes Müller (1828-1896). Según esta teoría, el desarrollo de un embrión de cada especie repite el desarrollo evolutivo de esa especie totalmente, de modo que la ontogénesis reproduciría la filogénesis. Haeckel fue, mucho más que Darwin, el gran responsable de la integración de la anatomía y la embriología en la teoría evolutiva. 
En su nacimiento, la anatomía comparada tuvo en cuenta todo el reino animal, con sus dos grandes grupos: los vertebrados (subfilo de los cordados) y los invertebrados (literalmente, todos los «no vertebrados»). Siguiendo el desarrollo del conocimiento y con la afirmación del enfoque evolutivo, de hecho, esta disciplina ha restringido su campo de investigación solo al mundo de los vertebrados (Agnati, peces cartilaginosos y espinosos, anfibios, reptiles, aves y mamíferos), poniendo mayor atención a la comparación entre los animales actuales y los fósiles y dejando a la propia zoología el estudio y la descripción sistemática de todo el reino animal.
Un ejemplo de un anatomista comparativo del siglo XX es Victor Negus, quien trabajó en la estructura y evolución de la laringe. Hasta el advenimiento de las técnicas genéticas como la secuenciación del ADN, la anatomía comparada junto con la embriología fueron las herramientas principales para comprender la filogenia, como muestra el trabajo de Alfred Romer (1894-1973).[cita requerida]

### Anatomistas destacables en la anatomía comparada
- De la Antigüedad al siglo XVII:

- Hipócrates
- Aristóteles
- Plinio el Viejo (23-79 a. C.), Naturalis Historia
- Pierre Belon (1517-1564)
- Marco Aurelio Severino (1580-1656)
- Thomas Willis (1621-1675)
- Claude Perrault (1613-1688)
- Joseph-Guichard Duverney (1648-1730)
- Edward Tyson (1650-1708)

- siglo XVIII:

- Georges Louis Leclerc de Buffon (1707-1788), Historia natural, general y particular.
- Louis Jean Marie Daubeton (1716-1800)
- Charles Bonnet (1720-1793)
- Petrus Camper (1722-1789)
- John Hunter (1728-1793)
- Honoré Fragonard (1732-1799)
- Jean Baptiste Lamarck (1744-1829)
- Félix Vicq d'Azyr (1748-1794)
- Johann Friedrich Blumenbach (1752-1840)
- Étienne Geoffroy Saint-Hilaire (1772-1844)
- Martin Rathke (1793-1860)

- siglo XIX :

- Georges Cuvier (1769-1832)
- Johannes Peter Müller (1801-1858)
- Karl Theodor Ernst von Siebold (1804-1885)
- Hermann Friedrich Stannius (1808-1883)
- Georges Pouchet (1833-1894)
- Robert Wiedersheim (1848-1923)
- Naturphilosophen:

- Johann Wolfgang von Goethe (1749-1832)
- Lorenz Oken (1779-1851)
- Carl Gustav Carus (1789-1869)
- Johann Friedrich Meckel (1781-1833)
- Johann Friedrich Blumenbach (1752-1840)
- Étienne Geoffroy Saint-Hilaire (1772-1844)
- Antoine Louis Dugès (1797-1838)
- Richard Owen (1804-1892)
- Étienne Serres (véase también Ley de Meckel-Serres)
- Christian Heinrich Pander (1794-1865)
- Louis Agassiz (1807-1873)
- Karl Ernst von Baer (1792-1876)
- Carl Bogislaus Reichert (1811-1883)

- Anatomía comparada y evolución:

- Ernst Heinrich Haeckel (1834-1919)
- Ray Lankester (1847-1929)
- Anton Dohrn (1840-1909)
- Edmond Perrier (1844-1921)
- D'Arcy Wentworth Thompson (1860-1948)
- Édouard Bourdelle (1876-1960)
- Clément Bressou (1887-1979)